# Попова, Ирина Фёдоровна
Ири́на Фёдоровна Попо́ва (род. 28 сентября 1961, Першотравневое) — российский историк-китаевед, доктор исторических наук (2000), профессор, член-корреспондент РАН (2019). Член Совета по науке и образованию при Президенте РФ (2020-2022). Директор Института восточных рукописей РАН в Санкт-Петербурге. Специалистка в области истории, политической идеологии, управления, административной системы и военной политики средневекового Китая, изучения рукописного наследия Дуньхуана, а также истории востоковедения.

## Биография
Родилась 28 сентября 1961 года в Першотравневое Донецкой области. В 1978 году окончила с золотой медалью школу № 11 г. Москвы и поступила на отделение истории Китая восточного факультета Ленинградского государственного университета. По окончании ЛГУ (1983) обучалась в аспирантуре Ленинградского отделения Института востоковедения АН СССР. Своими учителями считает представителей ленинградской (санкт-петербургской) школы классического китаеведения: А. С. Мартынова, Е. И. Кычанова, Л. Н. Меньшикова, Г. Я. Смолина, Л. А. Березного, Б. М. Новикова.
В 1986 году была зачислена в штат Ленинградского отделения (с 1991 года — Санкт-Петербургского филиала) Института востоковедения РАН, где прошла путь от младшего научного сотрудника до директора (2003). В 2009 году была избрана первым директором Института восточных рукописей РАН, реорганизованного на основе СПбФ ИВ РАН по её инициативе.
Кандидат исторических наук с 1988 года, тема диссертации «„Правила императоров“ („Ди фань“) как источник по истории политической мысли Китая начала VII века». Доктор исторических наук с 2000 года, тема диссертации «Теория государственного управления раннетанского Китая».
Профессор Санкт-Петербургского государственного университета, почетный профессор ряда университетов Китая: Ланьчжоуского, Нинся, Шаньдунского, Университета малых народов КНР (Пекин), Шэньсийского педагогического университета (Сиань), почётный доктор Института истории АОН КНР.

## Научная деятельность
Основные направления научной работы: история и историография Китая; политическая идеология, управление, административная система и военная политика средневекового Китая; дуньхуановедение; текстология; история востоковедения; библиография.
В своих работах предложила решение проблемы адаптации имперской идеологии к институтам государственного управления в средневековом Китае; ввела в научный оборот и исследовала ряд письменных памятников на китайском языке различного характера: документов из Дуньхуана и Турфана, эпиграфических текстов, визуальных источников по истории и культуре Китая нового времени; архивных материалов по истории отечественного востоковедения и экспедиционной деятельности в Центральной Азии.
Автор более 250 научных публикаций, в том числе 9 монографий (5 из них коллективных); составитель более 20 сборников статей; главный редактор научных изданий: «Письменные памятники Востока», «Страны и народы Востока», «Written Monuments of the Orient»; заместитель председателя редколлегии научной серии «Памятники письменности Востока»; член редколлегий российских и зарубежных научных изданий, в том числе «Турфанские исследования» («Тулуфань яньцзю», КНР), «Исследования письменных памятников малых народов» («Миньцзу яньцзю», КНР), Studia Orientalia Slovaca (Университет Братиславы) и др.

## Награды
- премия им. С. Ф. Ольденбурга (2013, Правительство Санкт-Петербурга и Санкт-Петербургский научный центр РАН) — за выдающиеся результаты в области изучения письменного наследия Китая и Центральной Азии[7].
- звание «Ученый Янцзы»[тат.] (2016, Министерство образования КНР за достижения в области изучения древней и средневековой истории Китая[8].
- медаль «Дружба» (2017, Монголия)[9].
- медаль ордена «За заслуги перед Республикой Татарстан» (2018, Татарстан)[10].
- медаль им. Х. Д. Френа (2020, Казанский университет) — за выдающиеся работы в области востоковедения[11].
- Орден Полярной Звезды (2021, Монголия)
- Медаль «30-летия независимости Республики Узбекистан» (2021, Узбекистан)
- медаль ордена «За Заслуги перед Отечеством» II степени (2022, РФ)[12].

## Основные работы
- Попова И. Ф. Политическая практика и идеология раннетанского Китая. — М.: Издательская фирма «Восточная литература» РАН, 1999. — 279 с.

 Рец: В. С. Мясников // Проблемы Дальнего Востока. — 2001. — № 1. — С. 179—182.
- Popova I. F. The Administrative and Legal Regulations of the Tang Emperors for the Frontier Territories // Central Asian Law: An Historical Overview. A Festschrift for The Ninetieth Birthday of Herbert Franke. Ed. by W. Johnson, I. F. Popova. Society for Asian Legal History, The Hall Center for the Humanities, The University of Kansas, Lawrence, Ks. 2004, рр. 41-54.
- Цинский Пекин. Картины народной жизни (миньсухуа) / Вступ. ст., пер. с китайского языка и коммент. И. Ф. Поповой. — СПб.: Славия, 2009. — 248 с.

Рец.: Т. А. Пан // Письменные памятники Востока. — 2010. — № 1 (12). — С. 277—279.
Рец.: Walravens, Hartmut. Monumenta Serica. 59 (2011), рр. 586—588.
- Dunhuang Studies: Prospects and Problems for the Coming Second Century of Research / 敦煌學:第二個百年的研究視角與問題 / Дуньхуановедение: перспективы и проблемы второго столетия исследований. Ed. by I. Popova and Liu Yi. Slavia Publishers, St. Petersburg, 2012.

Рец.: 榮新江Rong Xinjiang. 俄羅斯的敦煌學 — 評《敦煌學：第二個百年的研究視角與問題》及其他 Dunhuang Studies in Russia: On the Book The Second Century of Dunhuang Studies: Perspеctives and Problems. In: 敦煌吐魯番研究Journal of the Dunhuang and Turfan Studies. Vol. XIII (2013), pp. 563—578 (кит. яз).
- Тангуты в Центральной Азии: сборник статей в честь 80-летия проф. Е. И. Кычанова / сост. и отв. ред. И. Ф. Попова. — М.: Восточная литература, 2012. — 501 с.

- История Китая с древнейших времен до начала XXI века: в 10 т. / Гл. ред. C. Л. Тихвинский: Т. III: Троецарствие, Цзинь, Южные и Северные династии, Суй, Тан (220—907); отв. ред. И. Ф. Попова, М. Е. Кравцова. — М.: Наука — Восточная литература, 2014. — 991 с. — ISBN 978-5-02- 036565-0.

- История Китая с древнейших времен до начала XXI века: в 10 т. / Гл. ред. C.Л. Тихвинский: Т. IV. Период Пяти династий, империя Сун, государства Ляо, Цзинь, Си Ся (907—1279); отв. ред. И. Ф. Попова. — М.: Наука — Восточная литература, 2016. — 942 с. — ISBN 978-5-02-039761-3.

- Словари кяхтинского пиджина / Пер. с китайского, публикация, транскрипция, исследование и приложения И. Ф. Поповой и Таката Токио. — М.: Наука — Восточная литература, 2017. — 603 с.: факсимиле. — (Памятники письменности Востока. CL.). — ISBN 978-5-02-036552-0.

- История китайской цивилизации: в 4 т. / Гл. редколл. Юань Синпэй и др.; пер. с кит. под ред. И. Ф. Поповой. М.: ООО Международная издательская компания «Шанс», 2020. ISBN 978-5-907277-68-7.

- Наставления раннетанских императоров / Перевод с китайского, комментарии, исследование, приложения И.Ф. Поповой; Российская академия наук, Институт восточных рукописей (Азиатский Музей). М.: Наука — Восточная литература, 2022. 310, [2] с. (Памятники письменности Востока; CLIX). ISBN 978-5-02-039882-5.